# Ciudad San Vicente
Ciudad San Vicente in El Salvador die Hauptstadt des Departamentos San Vicente im Zentrum des mittelamerikanischen Staates El Salvador. San Vicente ist ein Municipio an der nordöstlichen Basis des Chichontepec.

## Geschichte
San Vicente wurde 1635 in der Nähe der indigenen Siedlung Tehuacán gegründet. Von 1834 bis 1839 war San Vicente Hauptstadt der Provinz El Salvador in der Zentralamerikanischen Konföderation. Von 1854 bis 1859 war San Vicente Sitz der Universidad de El Salvador.
Am 9. Februar 1833 wohnte der Supremo Director der Provinz El Salvador, Mariano Prado Baca in San Vicente, als Menschen aus Santiago Nonualco gegen seine Politik protestierten und San Vicente besetzten, worauf Mariano Prado Baca aus der Provinz El Salvador floh.
Am 21. September 1834 trafen sich die Cabildos de Españoles der Provinz El Salvador in San Vicente, um einen Supremo Director für die Provinz El Salvador zu wählen. Sie wählten José María Silva, von der Partido Liberal, später wurde diese Abstimmung für nichtig erklärt.
Am 29. März 1844 wurde in San Vicente der Pacto de Chinandega geschlossen.
In diesem Bündnis war Fruto Chamorro Pérez Supremo Delegado, Juan Lindo Ratspräsident und Justo Vicente José de Herrera y Díaz del Valle Minister des Gremiums. Das Parlament von Honduras akzeptierte die Beschlüsse am 27. April 1844. Die Parlamente in El Salvador und Nicaragua zeigten sich befriedigt. Die Regierung von Guatemala äußerte sich nicht und als sie zu einer Antwort gedrängt wurde,
wurde erklärt, das Parlament hätte am 17. April 1839 die Federación Centroamericana für aufgelöst erklärt. Es hätte nicht erwartet werden können, dass dieses Parlament dem Pacto de Chinandega zustimmen könnte.
1936 wurde die Stadt teilweise durch ein Erdbeben zerstört und wiederaufgebaut. Die beiden Erdbeben 2001 zerstörten ebenfalls Teile der Stadt und tötete Hunderte Menschen in El Salvador.

## Wirtschaft
San Vicente ist ein Verarbeitungsort für die Produktion der der Zuckerrohr und Kaffeefincas der Umgebung und Standort von Textil-Maquilas. Die Stadt weist eine geringe Verbrechenquote auf und hat eine entschleunigte Wirtschaftsentwicklung. Auffällige Unternehmen ließen sich bisher nicht in der Stadt nieder.

## Fiestas
Fiestas finden häufig im Parque Cañas statt: Dazu gehören Sylvester, gastronomische Feste, Platzkonzerte der örtlichen FAES, Tanzveranstaltungen, politische Veranstaltungen.

## Sehenswürdigkeiten
- Torre de San Vicente im Parque Cañas vom Erdbeben 2001 geschädigt.
- el árbol Tempisque
- la antigua alcaldía wurde durch die beiden Erdbeben 2001 geschädigt, ist unbewohnbar und unter Denkmalschutz.
- Kirche Nuestra Señora del Pilar wurde durch die beiden Erdbeben 2001 in ihrer Statik geschädigt wurde restauriert und im November 2008 wiedereröffnet.
- Parque acuatico Amapulapa, Turicentro[2]
- Das nördlich der Stadt gelegene Vulkanfeld Apastepeque

## Bildungsstätten
Die Stadt verfügt über einige öffentliche Schulen und einigen private Schulen sowie eine Schule für Kinder mit speziellen Fähigkeiten, zwei Universitäten: die Universidad Panamericana und den Lehrstuhl für Multidisziplinäres der Universidad de El Salvador.

## Kirche
San Vicente ist der Sitz der gleichnamigen Diözese.
José Oscar Barahona Castillo (1982–1983) war Weihbischof in San Vicente.
2005 bis 2008 war José Luis Escobar Alas Diözesanbischof von San Vicente.

## Geboren in San Vicente
- Antonio José Cañas Quintanilla (1785–1844), Politiker und von 1841 bis 1842 Präsident von El Salvador
- Miguel Santín del Castillo (1830–1880), Politiker und von 1858 bis 1859 Präsident von El Salvador
- Arturo Castellanos (1893–1977), Konsul
- José Guillermo García (* 1933), Militär und Verteidigungsminister

## Gestorben in San Vicente
- Anastasio Mártir Aquino San Carlos (1792–1833), Tayte (indigener Fürst) der Nonualcogeschwister in El Salvador
- José Simeón Cañas y Villacorta (1767–1838), zentralamerikanischer Politiker und Universitätsrektor
- José Escolastico Marín († 1846), Supremo Director von El Salvador (1842)
- José Dionisio de la Trinidad de Herrera y Díaz del Valle (1781–1850), erster Staatschef der Provinz Honduras sowie Staatschef der Provinz Nicaragua innerhalb der Zentralamerikanischen Konföderation
- José María Cornejo Merino y Guevara (1788–1864), Supremo Director der Provinz El Salvador in der Zentralamerikanischen Konföderation (1829–1832)
- Doroteo Vasconcelos Vides (1803–1883), Supremo Director von El Salvador (1848–1851)